# روزنامه آذر
روزنامه آذر روزنامه‌ای بود که اولین بار به صاحب امتیازی (م ض م) و مدیر مسئولی زین‌العابدین فروزش در در تاریخ ۱۸ صفر ۱۳۴۱ق. برابر با ۲۷ میزان (مهر) ۱۳۰۱ش. در مطبعه بوسفور انتشار یافت.
در شمارهٔ اول این روزنامه تذکری با این مضمون منتشر شده‌است: «این نمره آذر را مشترکین محترم به جای نجات ایران قبول کنند تا با مطبعه معین در خصوص طبع آذر قرارداد کرده آنگاه هر یک در وقت انتشار خود منتشر خواهد شد که امروز برای خواهش صاحب امتیاز نو به مطبعه را به آذر واگذار کردیم. (فروزش).» این روزنامه دو بار در هفته منتشر می‌شده‌است و حداقل ۱۰ شماره از آن در سازمان اسناد و کتابخانه ملی ایران موجود است.